# Ultra High Definition Television

Porovnání rozlišení 8K UHDTV, 4K UHDTV, FHDTV a SDTV

Ultra High Definition Television (též UHDTV, Ultra HDTV, též Ultra High Definition Video, UHDV, česky ultra vysoké rozlišení) je standard zahrnující 4K UHD (2160p, tj. alespoň 3840 × 2160) a 8K UHD (4320p, tj. alespoň 7680 × 4320), což jsou dva formáty digitálního videa uvedené NHK Science & Technology Research Laboratories, které jsou definované a schválené ITU (International Telecommunication Union).
První televizní společností v Evropě která započala pravidelné vysílání ve 4K je italská veřejnoprávní televize Rai. Kanál Rai 4K vysílá od roku 2016 na satelitu a v místním DVB-T. Rai je také první evropskou televizí která provedla testy vysílání v 8K.
Asociace spotřebitelů (Consumer Electronics Association) oznámila 17. října 2012, že Ultra High-Definition nebo Ultra HD bude používáno pro displeje, které mají poměr stran alespoň 16 : 9 a alespoň jeden vstup bude schopen přijímat nativní signál v rozlišení alespoň 3840×2160 bodů. UHDV je nástupce HDTV (s max. rozlišením 1920 × 1080 bodů), nejčastěji označované jako FullHD mezi běžnými spotřebiteli.